# Jošimi Jokojama

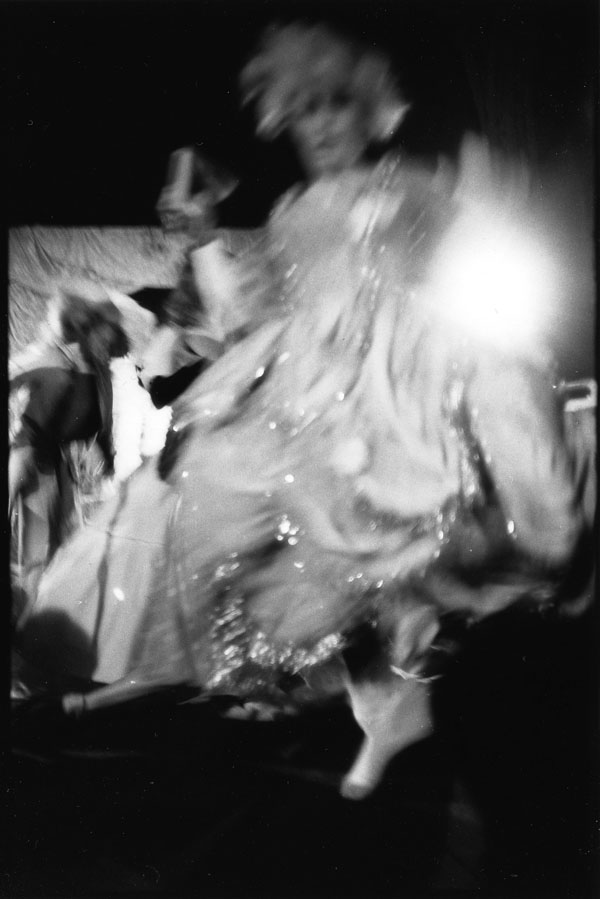
Jošimi Jokojama: Divadlo Praha, 2007, z cyklu Tokio – Praha. Autorka své snímky výtvarně ozvláštňuje pohybovou neostrostí.

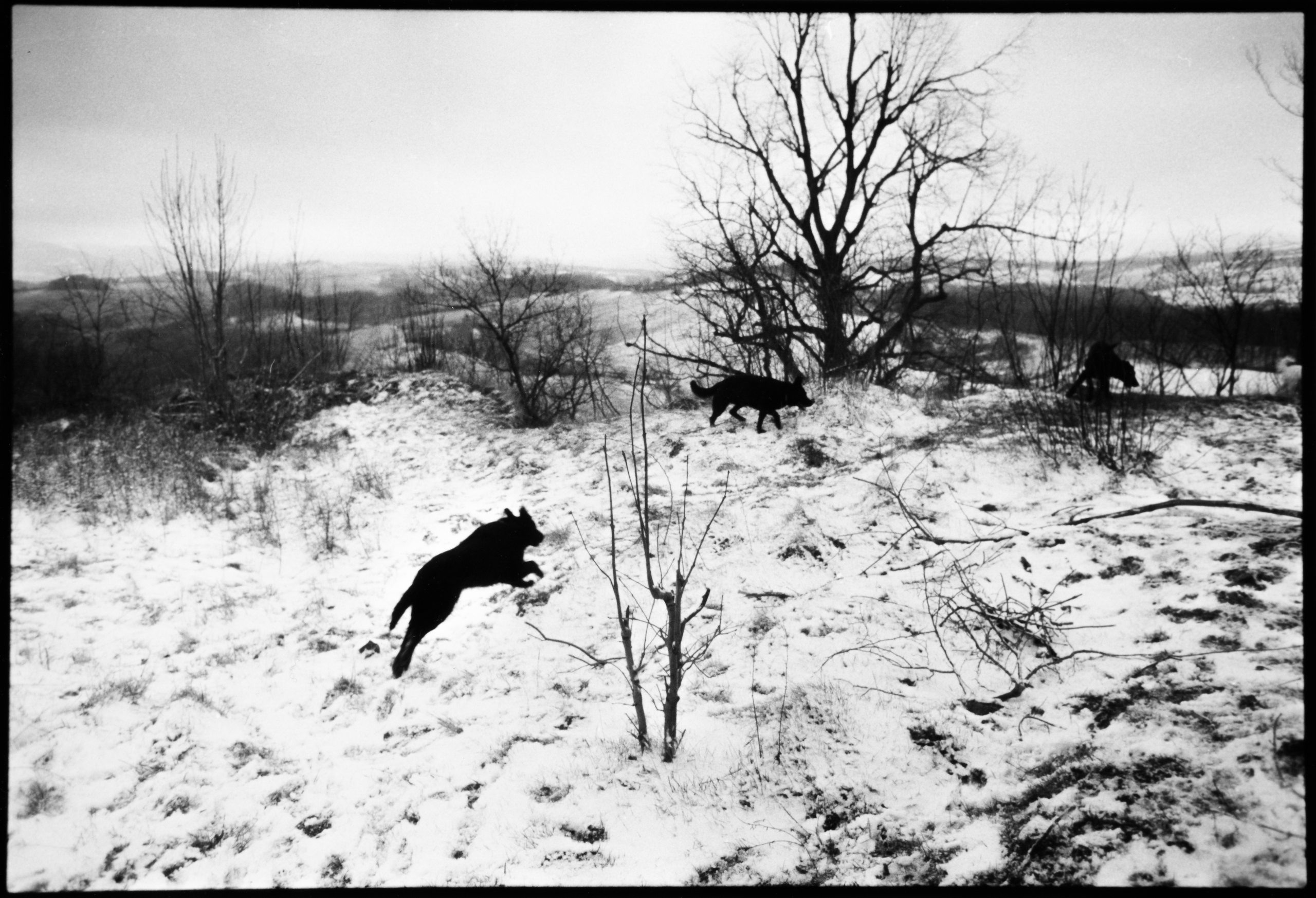
Jošimi Jokojama: Ústí nad Labem, 2007, z cyklu Tokio – Praha. Některé fotografie se vyznačují ostrými kontrasty černé a bílé bez širší tonální škály.

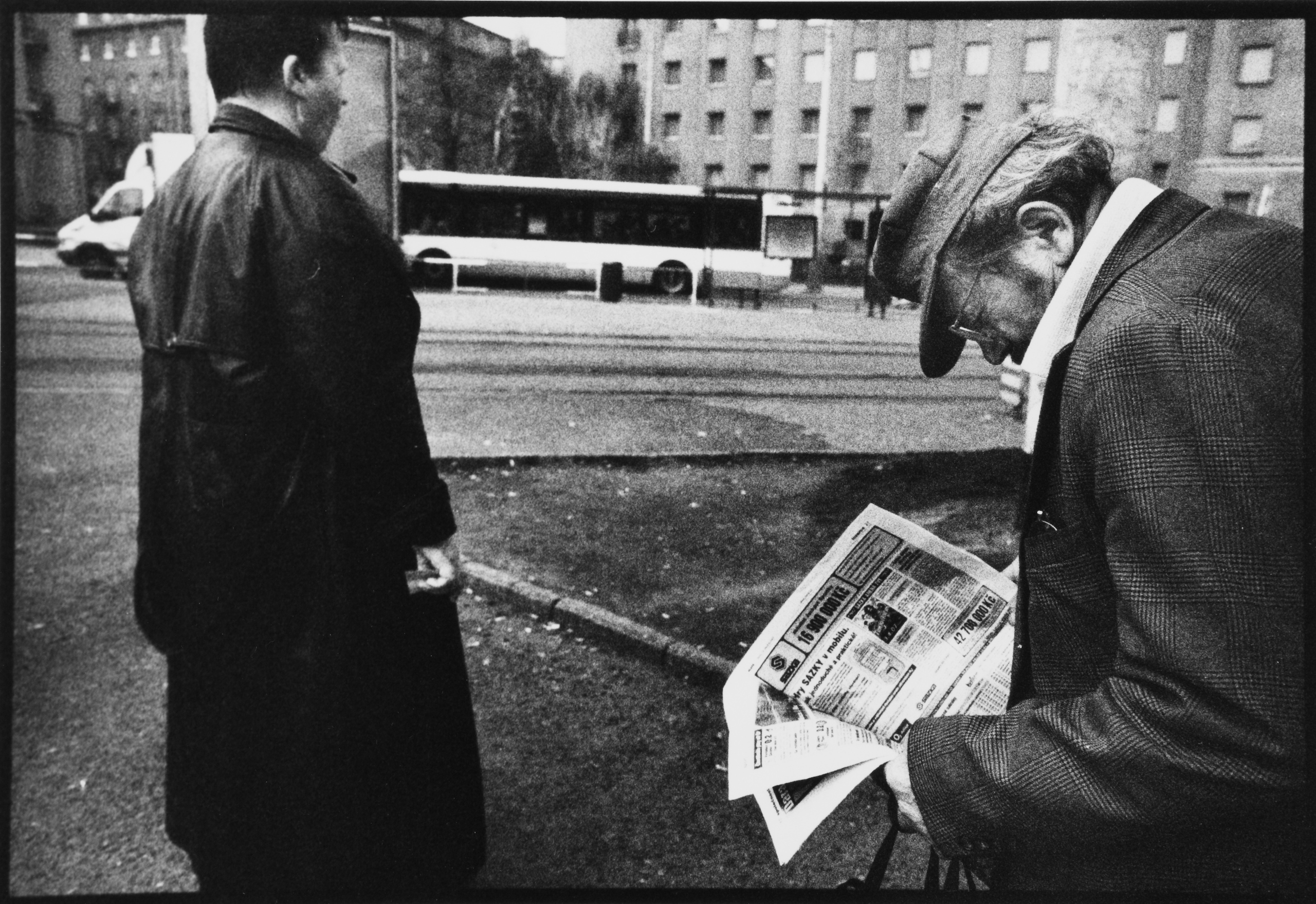
Jošimi Jokojama: Podbaba, 2007, z cyklu Tokio – Praha. Zde například Jokojama na fotografii zvýraznila hrubé zrno.

Jošimi Jokojama (横山 佳美, Jokojama Jošimi, * 24. června 1975, Kagošima) je japonská fotografka působící střídavě v Tokiu a v Praze. Ve své tvorbě se zaměřuje především na černobílý subjektivní dokument. Pracuje také jako tlumočnice pro japonské firmy a koordinátorka pro časopisy a televizi. Za sebou má celou řadu samostatných i společných výstav.

## Životopis
Vystudovala anglickou literaturu na univerzitě Waseda, kde získala titul B. A. V devadesátých letech začínala ve volné fotografické skupině Ch11'S (Channel Elevens), což byla volná fotografická skupina zaměřená na dospívající a dvacetiletou mládež aktivní v nočních klubech v Shibuya, Aoyama a Nishi-Azabu. Bylo to bouřlivé japonské období 90. let, kde lákadlem pro teenagery byly akce, večírky, koncerty, debaty a aktivity s různými tématy, které autorka označuje jako „surfování“ a improvizovaný tanec.
Od roku 1998 fotografovala pro módní časopisy v Tokiu. V roce 2005, tedy 16 let po skončení komunismu, přicestovala do Prahy se záměrem potkat se s Josefem Koudelkou. Ve srovnání s životem v Tokiu vnímala autorka českou atmosféru a scenérie podobnou takzvaným „východoevropským zemím“, které v Japonsku neznala. Vnímala stále zvláštní pozůstatky komunismu ze scenérie obchodů, bytových komplexů, byrokratického přístupu, způsobu myšlení, chování, ale i oblečení lidí.
Začala studovat fotografii na katedře fotografie pražské FAMU. Po prvním roce přešla na Institut tvůrčí fotografie na Slezské univerzitě v Opavě, který dokončila v roce 2010 s bakalářským titulem.
Tokio je moje milované teritorium. Praha je moje nejoblíbenější město. Pro mě ale není důležité ukázat, která fotografie je z toho či onoho města. Důležité je, abych v těch mých důležitých městech mohla objevovat fragmenty jedné společné reality.
Jošimi Jokojama
Po třinácti letech pobytu v Čechách, asi roku 2017 vnímá autorka, jak se ulice a aktivity lidí změnily natolik, že si to těžko dokázala představit. Umělkyně pociťuje dobrou ekonomiku podpořenou přílivem zahraničního kapitálu, nízkou míru nezaměstnanosti ve srovnání se zeměmi EU, i v sousedních velkých městech ve Vídni a Berlíně. Vnímá jak mladší generace, která revoluci nezažila, již ve světě začala pracovat a přispívá ke šťastné a světlé atmosféře celého města. Avšak změna má pro fotografku, která se věnuje pouliční fotografii hlavně v Tokiu a Praze již více než 20 let, také stinné stránky. Vnímá, jak z města mizí řezník oblečený v pruhovaných řeznických kalhotách, jak se malé osvědčené místní kavárny proměňují na Starbucks, jak se design starých českých tramvají mění na Porsche.
Spolu se svým manželem Petrem Horčičkou žijí v Praze a mají jednoho syna. Fascinuje jí také folklór a jižní Morava, kam se ráda vrací.

## Tvorba
Podle Vladimíra Birguse by se autorčin styl mohl srovnat s tvorbou vybraných japonských umělců, jako byli například Daidó Morijama, Ikkó Narahara nebo Šómei Tómacu. Mezi Američany by to mohli být představitelé Newyorské školy fotografie jako William Klein či Robert Frank. Z českých autorů se dá najít podobnost s Josefem Koudelkou, Viktorem Kolářem, Danielem Šperlem nebo Václavem Podestátem, a to hlavně v cyklech, kde v konfrontacích různých motivů umělkyně hledá vizuální symboly.
Zachytit rozhodující okamžik vypjatého děje městské scenérie tak, aby byl zobecňujícím momentem více než útržkem paměťového záznamu, znamená hodně fotografovat a ještě více třídit. V éře digitální fotografie se to může jevit snadno dosažitelné, Yoshimi Yokoyama však zůstává věrná... snaze nevytvářet povrchně efektní fotografie. Pro ni není příliš důležité, zda některý záběr vznikl v Praze a jiný zase v Tokiu. ...zajímají ji především zobecňující okamžiky, které vypovídají hlavně o jejím subjektivním pohledu na současný život a mezilidské vztahy a které prozrazují leccos i o ní samotné. Do svých fotografií, které z jednotlivých záběrů postupně skládají široký celek, promítá sama sebe, okolnímu světu se snaží obrazy vyprávět o vlastních pochybnostech, radostech i citech.
Vladimír Birgus, prosinec 2011, Czech Center Tokio, Japonsko

## Výstavy

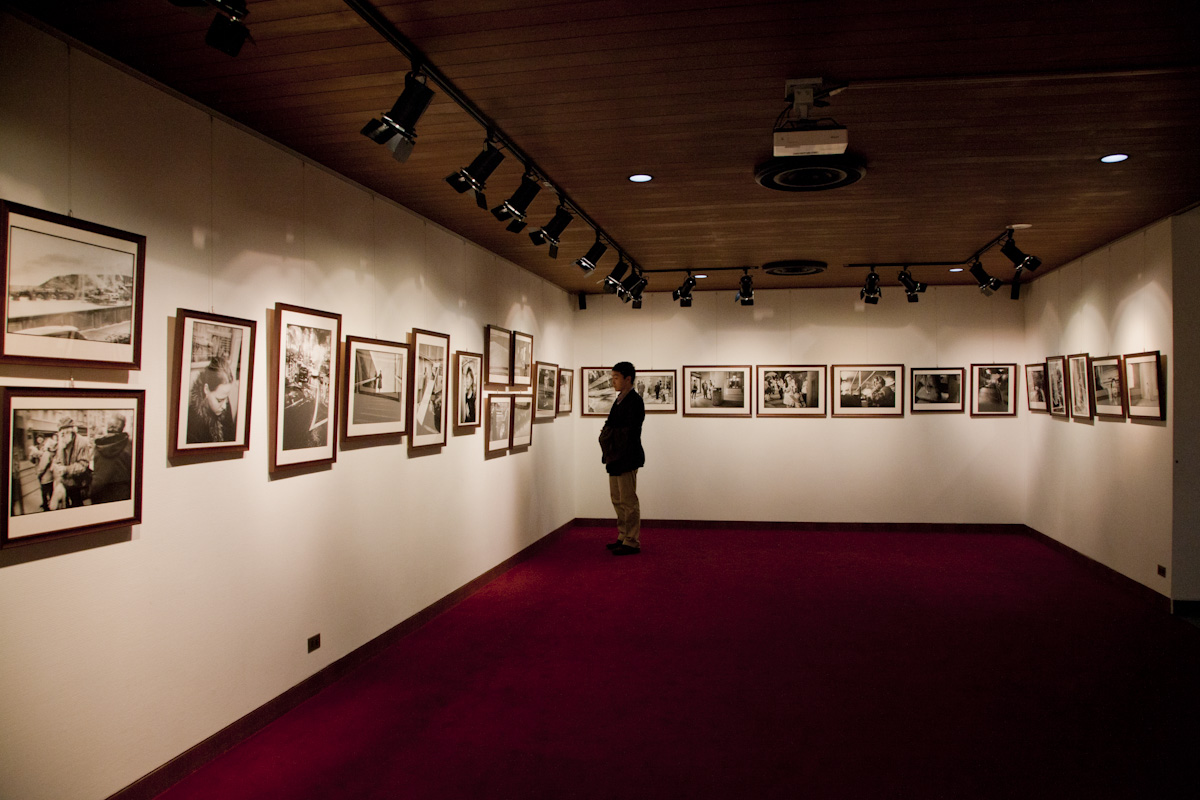
Instalace výstavy Tokio – Praha v Českém centru v Tokiu, 2011

- Podle zdroje:[7]

### Samostatné výstavy
- 2000, (Berlin), Nikon Salon, Šindžuku, Tokio
- 2000, (Berlin), Nikon Salon, Ósaka, Japonsko
- 2006, PIG;Q, MUDDUM, Praha
- 2006, Tokio – Praha, Kino AERO, Praha
- Říjen 2008, Study for Attention, Kavárna Klatovy
- Únor 2009, Study for Attention, Kino Kotva, České Budějovice
- Březen 2009, Study for Attention, Galerie Trhové Soviny
- Červen 2011, Tokio – Praha, Divadlo Oskara Nedbala Tábor
- Září 2011, Tokio – Praha, Galerie 7, Ostrava
- Listopad 2011, Study For Attention, ProLaika Galerie Restaurace, Bratislava, Slovensko
- Prosinec 2011, Tokio – Praha, Czech Center Tokio, Japonsko
- Červen 2013, Tokio – Praha, festival photographyOFF, Nové Město nad Metují
- Srpen 2013, Tokio – Praha, Galerie Žlutá ponorka, Znojmo
- Duben 2016, Praha – Monologue, Galerie gallery bauhaus, Tokio, Japonsko
- Září 2016, Praha – Monologue, Galerie Zephyrus, Takamatsu, Japonsko

### Společné výstavy
- 1998, Šašin-kazoku, Tokio, Japonsko
- Červenec 2000, PIG;Q, Ben's cafe, Shinjyuku, Tokio, Japonsko
- Říjen 2007, Tokio-divadlo (Tokyo – theater) s Jindřichem Štreitem, Slezské divadlo, Opava
- Listopad 2007, Noci na nádraží (Night in the station) s Danielem Šperlem, Hlavní nádraží Praha
- Březen 2008, One day in the Czech Republic, Galerie MÁNES Praha
- Říjen 2009, Conversation in a gallery in Café Loft 577, Zlín
- Červenec 2010, Conversation in a gallery, Pod kamennou žábou, České Budějovice
- Únor 2012, Daniel Šperl a Jošimi Jokojama: Japan, Leica Gallery Prague[8]
- Květen 2012, Město (City), festival OFF Station, nádraží Plzeň-Jih
- Květen 2013, Intimate, Family, Home, festival OFF Station, nádraží Plzeň-Jih
- Duben 2017, LIFE, gallery bauhaus, Tokyo, Japonsko
- Duben 2018, LIFE II, gallery bauhaus, Tokyo, Japonsko

## Filmy a hudba
Jošimi Jokojama se podílela na vzniku několika filmů, v roce 2019 to byl snímek Mitsu, který režíroval Mark Ther. Vydala také hudební CD.
- Mitsu, 2019[9]
- Folklorika – Bretaňskému malíři Moarchu „Miškovi“ Eveno a japonské fotografce Yoshimi „Yokki“ Yokoyama učarovala tradiční kultura Moravského Slovácka natolik, že se rozhodli usadit v České republice, aby byli v neustálém kontaktu se zdrojem své inspirace [10]

Vydala hudební CD.

## Galerie

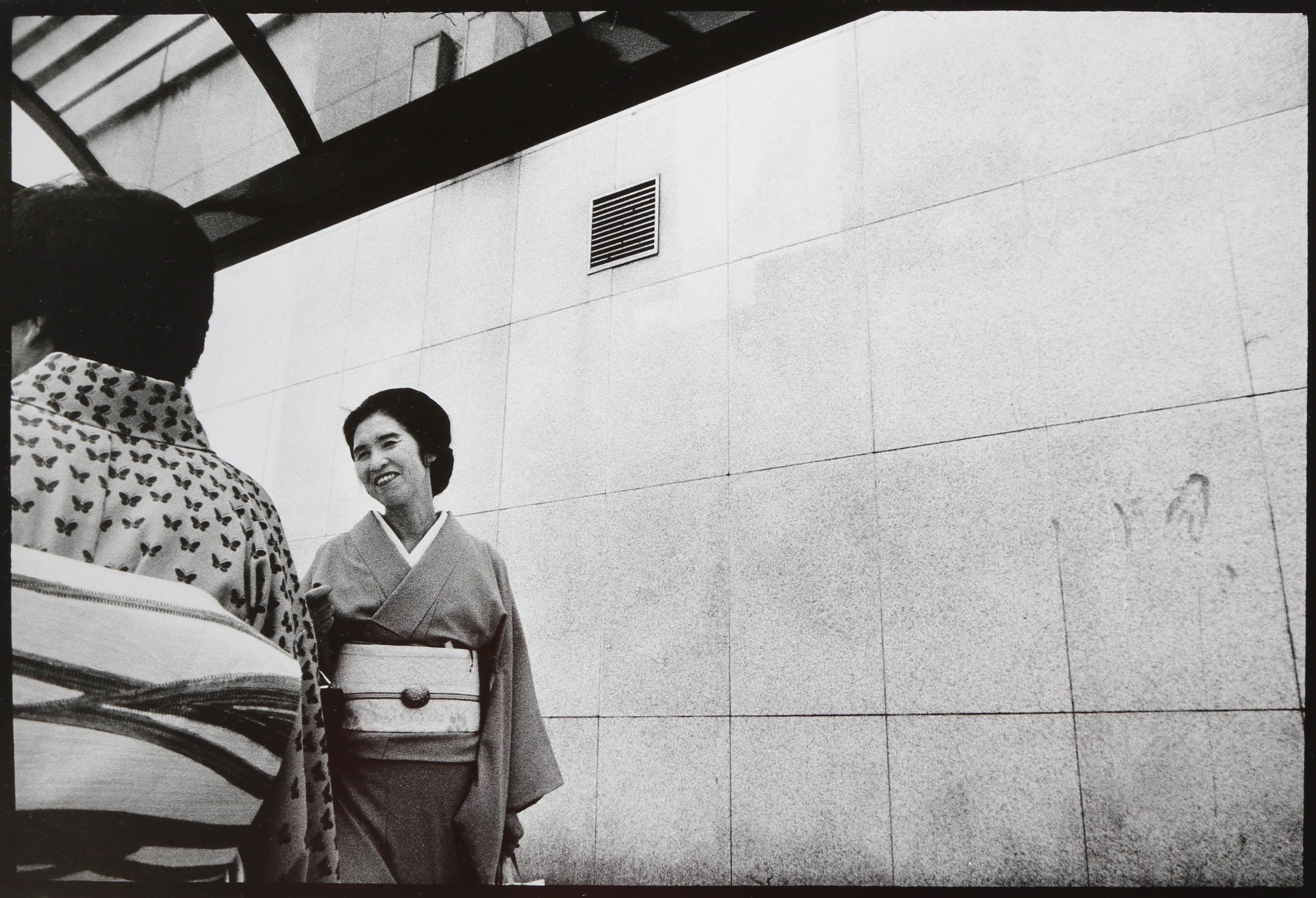
Ginza, Tokyo, asi 1999, z cyklu Tokio – Praha
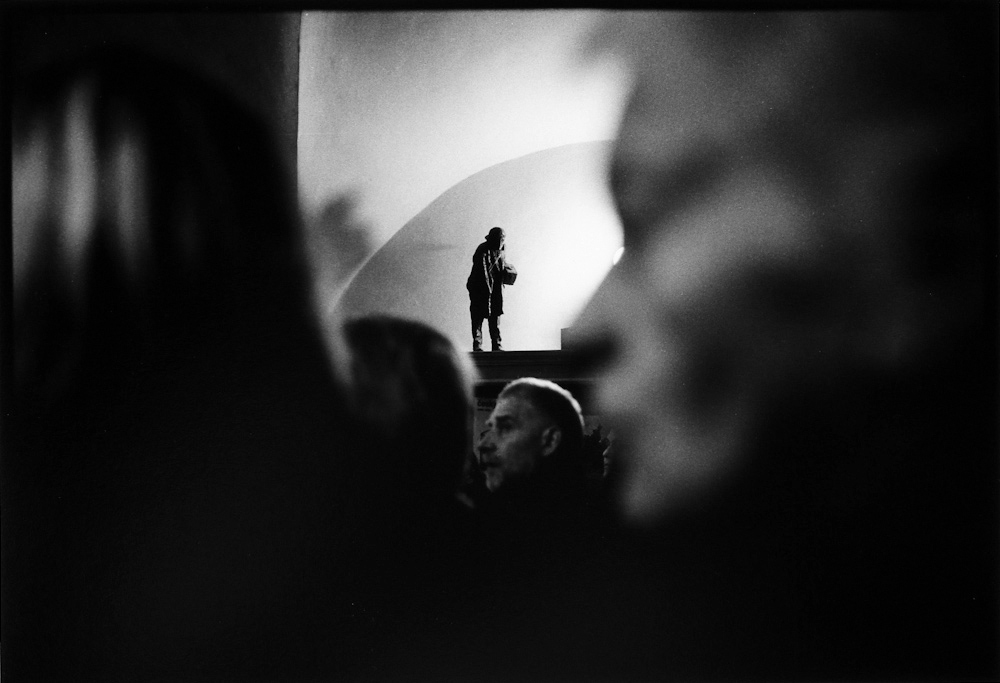
Praha, 2007, z cyklu Tokio – Praha
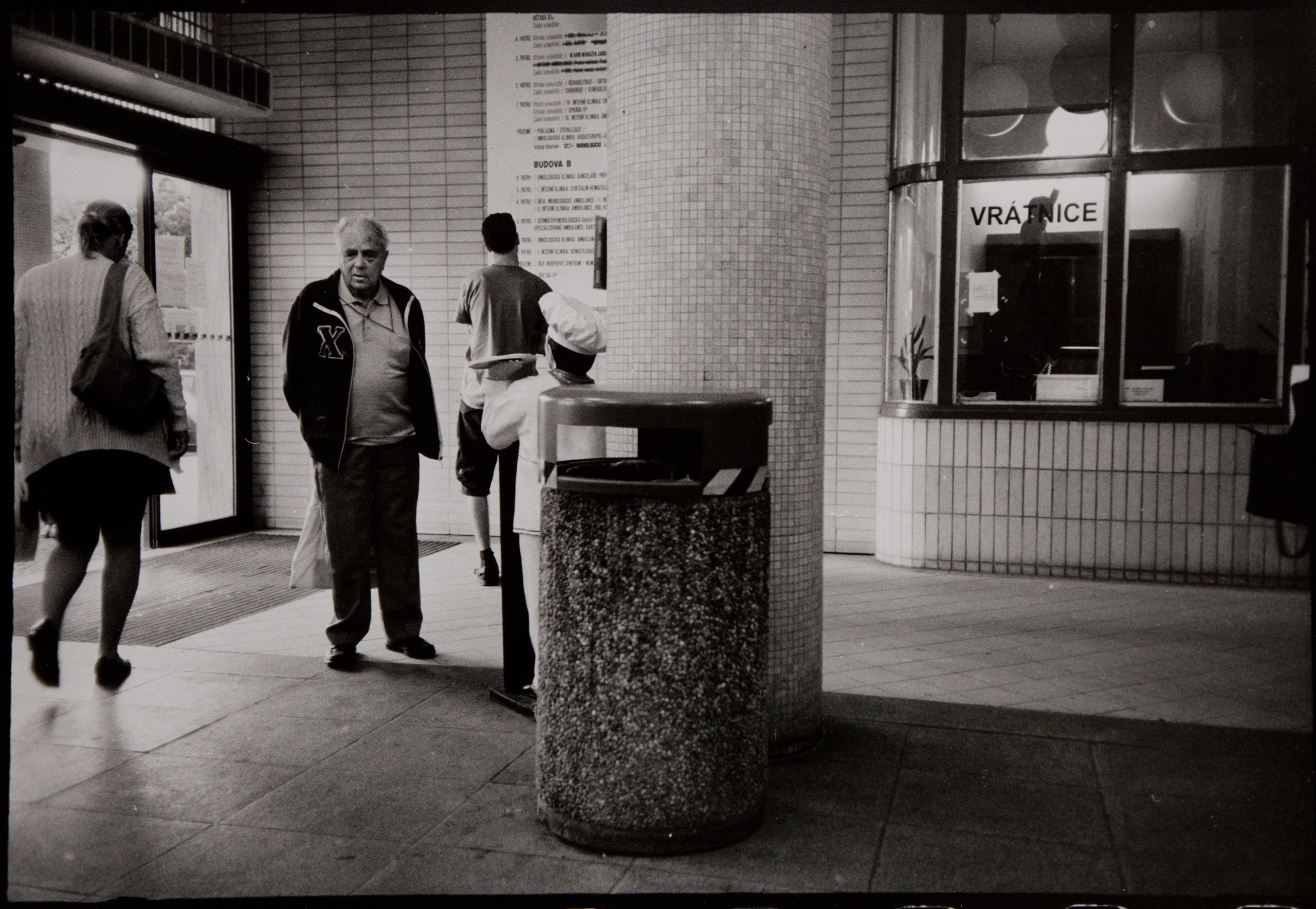
Praha, 2008, z cyklu Tokio – Praha
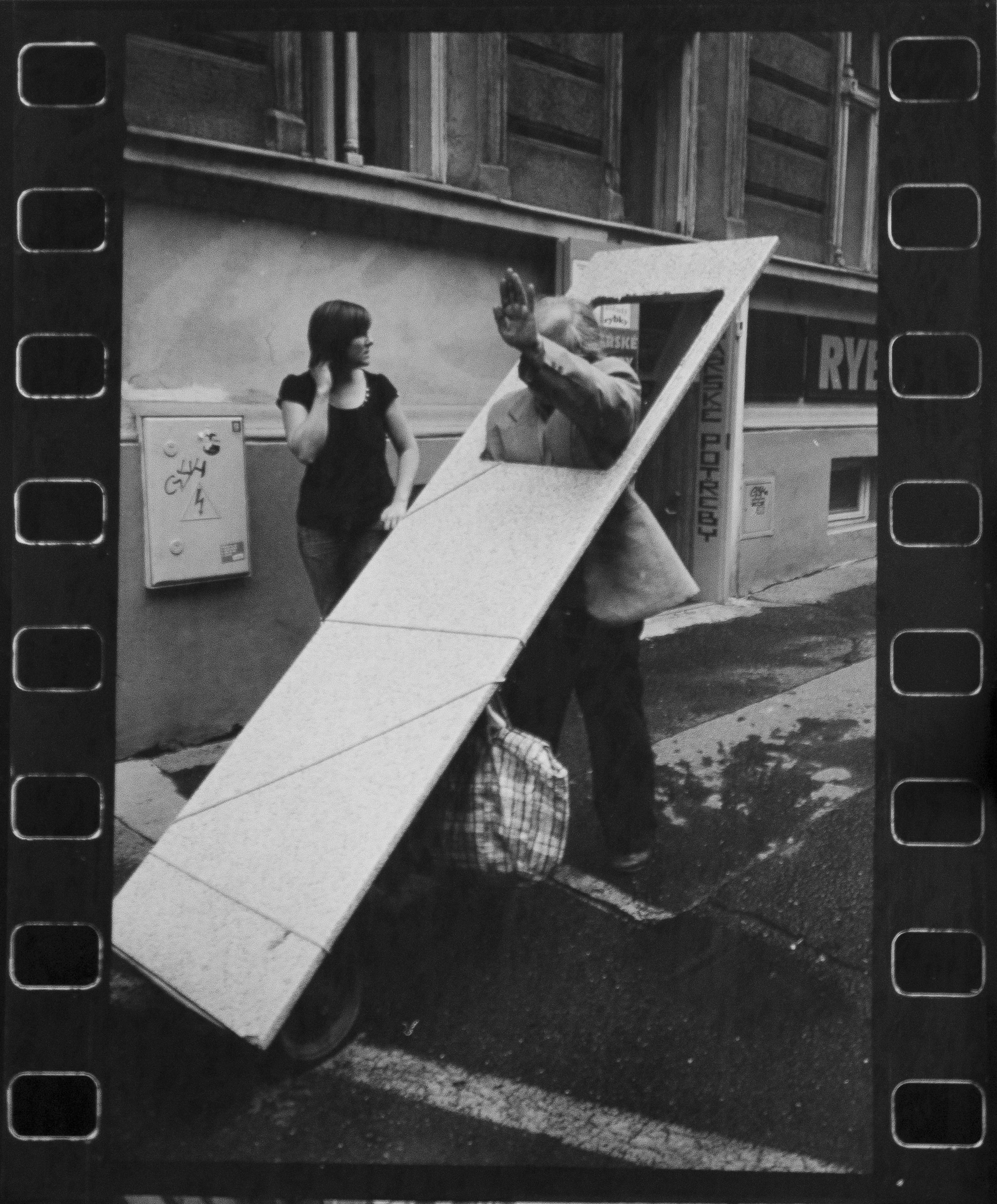
Praha, 2009, z cyklu Photo Pathos
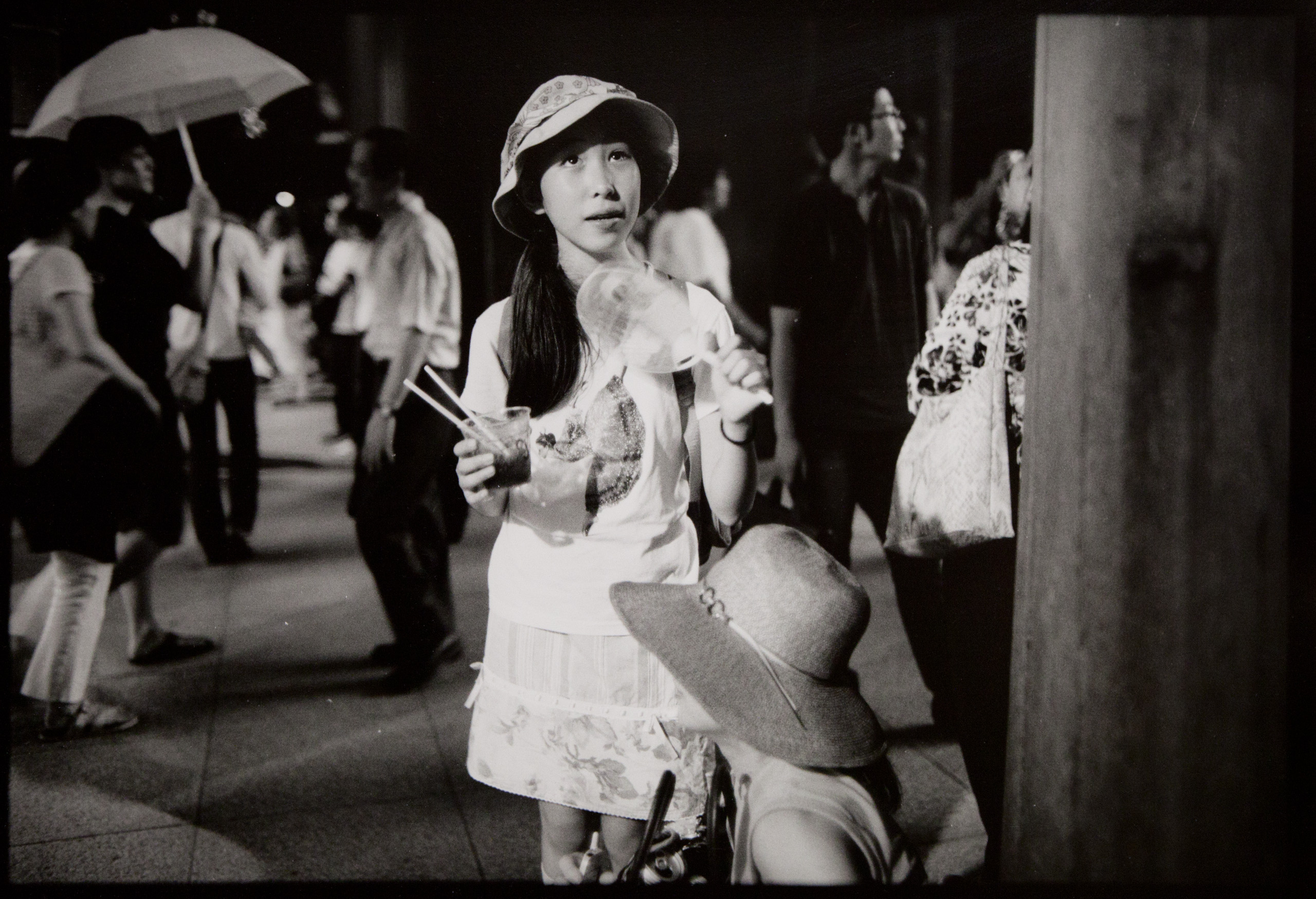
Svatyně Jasukuni, 2006, z cyklu Tokio – Praha
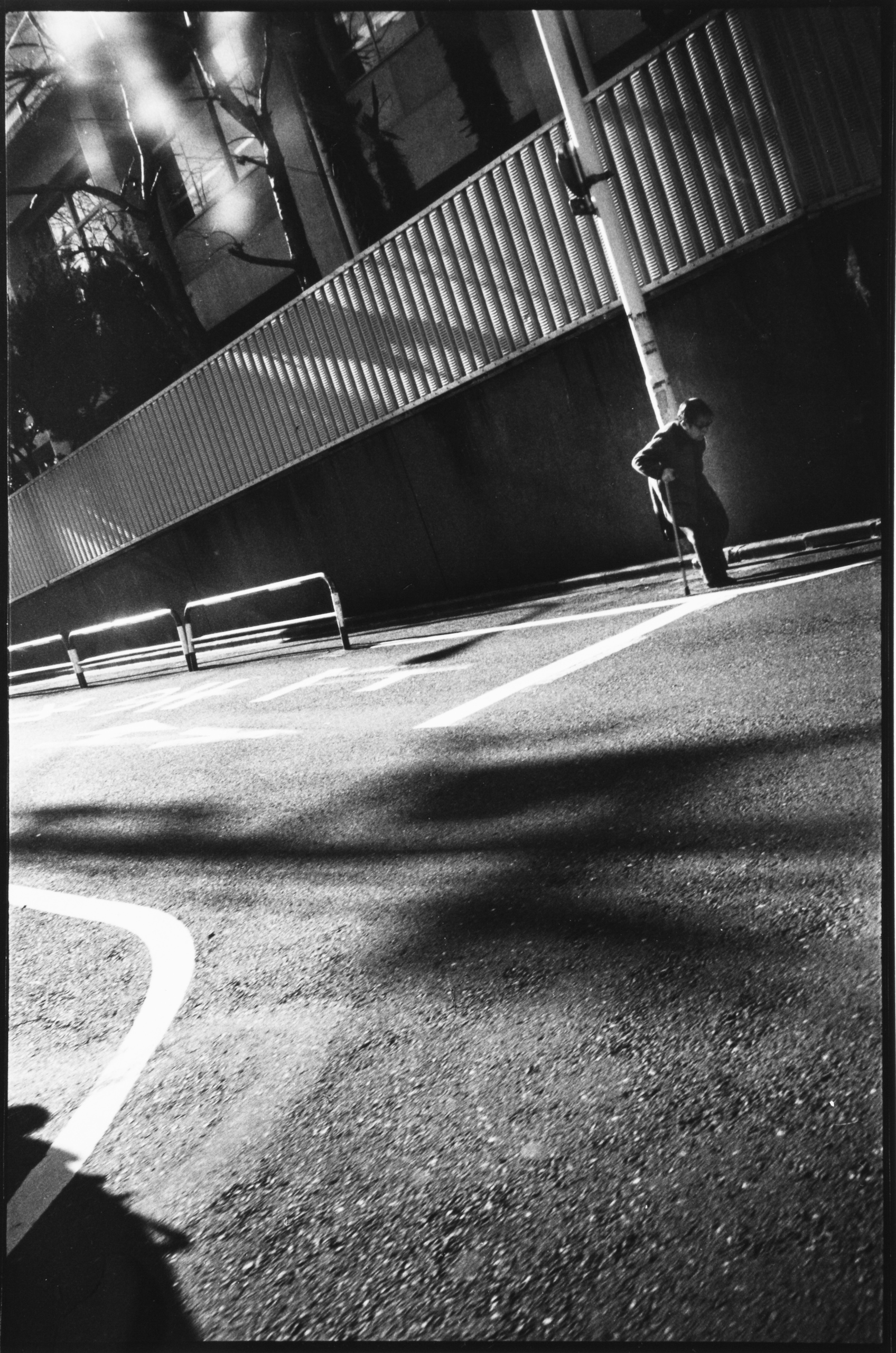
Tokyo Meguro, asi 1998, z cyklu Tokio – Praha